# Place de l'Île-de-la-Réunion
Ne doit pas être confondu avec Place de la Réunion (Paris), Rue de la Réunion ou Grande Avenue de la Villa-de-la-Réunion.
La place de l'Île-de-la-Réunion est une voie du 12e arrondissement de Paris, en France.

## Situation et accès
Elle est située à proximité de la place de la Nation. Cette place est bordée d’arbres.

## Origine du nom
Elle est dénommée ainsi en hommage à l'île de La Réunion. Il a fallu préciser qu’il s’agissait de l’île de l’océan Indien car il existait déjà une rue de la Réunion et une place de la Réunion dans le 20e arrondissement de Paris, ces deux voies rappelant la réunion du petit et du grand Charonne.

## Historique
Alors qu'elle est alors incluse dans la place du Trône-Renversé, qui n'est alors qu'un terrain vague, elle reçoit la guillotine qui est déplacée de la place de la Bastille le 25 prairial an II (13 juin 1794). Face à la lassitude et aux critiques des Parisiens devant le sang versé elle y reste jusqu'au 9 thermidor an II (27 juillet 1794).
Cette place a été nommée ainsi par l’arrêté municipal du 21 janvier 1987, le maire de Paris est alors Jacques Chirac.
Cette place entoure le bâtiment sud de l’ancienne barrière du Trône. L’espace entourant le bâtiment nord, dans le 11e arrondissement de Paris, a reçu le nom de « place des Antilles » par un arrêté municipal du 27 mai 1986.
Aucune de ces deux nouvelles appellations ne semble répondre à un besoin pratique. Pour la place de l'Île-de-la-Réunion, La Réunion était le seul des départements d'outre-mer à ne pas avoir de rue à son nom à Paris. Le boulevard de la Guyane correspond à peu près à la limite entre le 12e arrondissement (Paris) et Saint-Mandé, dans le Val-de-Marne, et a été nommé ainsi en 1962. Il existe une rue de la Martinique et une rue de la Guadeloupe dans le 18e arrondissement de Paris, et ce depuis 1877…

## Bâtiments remarquables et lieux de mémoire
- Une plaque apposée sur la façade sud du bâtiment sud de la barrière du Trône indique que pendant la Révolution la guillotine fut installée durant quelques semaines à l'emplacement de la place de l'Île-de-la-Réunion ou à proximité immédiate, plutôt qu’à celui de la place de la Nation à proprement parler. Une fois décapités, les corps étaient amenés dans des fosses communes ouvertes à proximité qui sont à l’origine de l’actuel cimetière de Picpus. Cette plaque indique : « Ici / à la barrière du Trône / l’échafaud fut installé / du 13 juin au 8 juillet 1794[2]. »

- Sur la façade ouest du même pavillon Philippe Auguste, une plaque apposée en juillet 2017 rappelle la fusillade de la Manifestation du 14 juillet 1953 qui fit sept morts dans les rangs des manifestants[3]. Cette plaque indique :

« À la mémoire des 7 manifestants tués et des nombreux blessés, victimes de la répression du 14 juillet 1953, place de la Nation. 6 militants indépendantistes algériens du Mouvement pour le triomphe des libertés démocratiques et un membre de la CGT ont été tués ce jour-là. »

— Mairie de Paris